# Leucanitis austera
Leucanitis austera är en fjärilsart som beskrevs av Volker John 1921. Leucanitis austera ingår i släktet Leucanitis och familjen nattflyn. Inga underarter finns listade i Catalogue of Life.